# لموفوما الخلايا التائية ذات الأرومات المناعية الوعائية
لموفوما الخلايا التائية ذات الأرومات المناعية الوعائية (أيه آي تي إل، وتلفظ أيه آي إل تي بالخطأ في بعض الأحيان، عُرفت سابقًا باسم «تضخم العقد اللمفية ذو الأرومات المناعية الوعائية مع شذوذ بروتين الدم»)، هي لمفوما في الخلايا التائية الناضجة في الدم أو الأوعية اللمفاوية تتميز بتكاثر متعدد الأشكال في العقدة اللمفاوية ما يظهر ازديادًا ملحوظًا في الخلايا المتغصنة الجرابية (إف دي سي)، والوريدات البطانية العالية (إتش إي في)، وتزيد المشاركة الجهازية.

## العلامات والأعراض
يراجع المرضى الذين يعانون من هذا المرض الطبيب في مرحلة متقدمة وتظهر لديهم مشاركة جهازية. تتضمن الموجودات السريرية عادة طفح جلدي حاك وقد تظهر وذمة واستسقاء وانصباب جنبي والتهاب المفاصل.

### مواقع الإصابة
نظرًا للطبيعة الجهازية لداء لمفوما الخلايا التائية ذات الأرومات المناعية الوعائية، قد تُشاهد خلايا ورمية في العقد اللمفية والكبد والطحال والجلد ونقي العظم.

## الأسباب
كان يُعتقد في الأصل أن هذا المرض حالة ما قبل سرطانية، وأُطلق عليه اسم تضخم العقد اللمفية ذو الأرومات المناعية الوعائية، وحمل تضخم العقد اللمفاوية غير النموذجي هذا خطر التحول إلى لمفوما. افتُرض أن الخلية الأصلية للمرض هي خلية تائية ناضجة ذات كتلة تمايز 4 (بعد الغدة الصعترية) تنشأ من طفرة جديدة (دو نوفو)، أو أن المرض له نوع فرعي ما قبل سرطاني. لوحظ وجود فيروس إبشتاين بار (إي بي في) في غالبية الحالات، إذ شوهد في الخلايا البائية الفعالة (أي غير الخبيثة) التي تشكل جزءًا من التكاثر متعدد الأشكال للمفوما الخلايا التائية ذات الأرومات المناعية الوعائية. تمتلك الخلايا البائية الحاوية على فيروس إبشتاين بار هذه العديد من الطفرات غير الخبيثة المعطلة، وتتكاثر تكاثرًا مفرطًا أغلب الأحيان، وقد تتحول في بعض الحالات إلى لمفوما خلايا بائية إيجابية لفيروس إبشتاين بار. تعد الأنواع الأخرى من الخلايا المشاركة في هذا التكاثر، مثل الخلايا التائية المساعدة الجرابية الخبيثة، سلبية لفيروس إبشتاين بار. صنفت منظمة الصحة العالمية (2016) هذه الحالات المرتبطة بالفيروس كواحدة من أمراض التكاثر اللمفاوي المرتبطة بفيروس إبشتاين بار، لكن ما يزال دور الفيروس غير واضحًا في تطور وتقدم لمفوما الخلايا التائية ذات الأرومات المناعية الوعائية إيجابية فيروس إبشتاين بار. يُلاحظ نقص المناعة أيضًا في سياق الإصابة بهذا المرض، لكنه يعتبر عقبولًا له وليس عاملًا مؤهبًا.

## التشخيص

### الموجودات المخبرية
تشمل الموجودات المخبرية التقليدية فرط غاما غلوبيولين الدم متعدد النسائل، ويُلاحظ حدوث اختلالات الغلوبيولين المناعي الأخرى، منها فقر الدم الانحلالي بالراصات الباردة، والمعقدات المناعية في الدوران، وأضداد العضلات الملساء، وإيجابية عامل الروماتويد.

### العقدة اللمفية
يغيب الهيكل النموذجي للعقدة اللمفية جزئيًا بسبب التكاثر متعدد الأشكال، ويُلاحظ وجود الجريبات الباقية عادةً. يشمل التكاثر متعدد الأشكال خلايا لمفاوية ذات حجم معتدل مع سيتوبلازما شاحبة أو رائقة وخلايا لمفاوية فعالة أصغر حجمًا وخلايا حمضية ومنسجات وخلايا بلازمية وخلايا متغصنة جرابية. بالإضافة إلى ذلك، تُشاهد عادةً خلايا بائية أرومية الشكل. تتمثل إحدى الموجودات الشكلية في تشجر الوريدات البطانية العالية وتشعبها. قد تُشاهد أيضًا مراكز منتشة مفرطة التنسج وخلايا شبيهة بخلية ريد ستيرنبيرغ.

### النمط الظاهري المناعي
تتمتع لمفوما الخلايا التائية ذات الأرومات المناعية الوعائية نموذجيًا بنمط شكلي مزيج من كتلتي التمايز 4 و8 والخلايا التائية، وتكون نسبة كتلة التمايز 4:8 أكبر من الكتلتين معًا. تُشاهد أيضًا خلايا بلازمية متعددة النسائل وخلايا متغصنة جرابية ذات كتلة تمايز 21.

### الموجودات الجزيئية
يُكتشف حدوث إعادة ترتيب في جين نسيلة مستقبل الخلية التائية في 75% من الحالات، وفي جين الغلوبيولين المناعي في 10% من الحالات، ويُعتقد أن هذه الحالات ناتجة عن زيادة تعداد الخلايا البائية المصابة بفيروس إبشتاين بار. بالمثل، يمكن أن تُكتشف سلاسل مرتبطة بفيروس إبشتاين بار في معظم الحالات، وذلك في الخلايا البائية عادةً وبتواتر أقل في الخلايا التائية. يعد تثلث الصبغي 3، والصبغي 5، والصبغي الجنسي إكس أكثر الشذوذات الصبغية مشاهدةً في حالات لمفوما الخلايا التائية ذات الأرومات المناعية الوعائية.

## العلاج
لا يوجد أي خط علاج كيميائي أول مثبت أو قياسي يعمل لدى معظم مرضى لمفوما الخلايا التائية ذات الأرومات المناعية الوعائية. تتواجد العديد من التجارب السريرية التي تقدم خيارات علاجية تكافح المرض. تعد زراعة نقي العظم العلاج المختار، ويعتبر الزرع الخيفي مفضلًا، إذ إن المرض يميل إلى النكس بعد الزرع الذاتي.

## وبائيات
يكون المريض النموذجي المصاب بلمفوما الخلايا التائية ذات الأرومات المناعية الوعائية في منتصف العمر أو مسنًا، ولم يُلاحظ أي تفضيل جنسي محدد للمرض. يجمع المرض بين 15-20% من اللمفوما المحيطية تائية الخلايا، و1-2% من إجمالي اللمفوما اللاهودجكينية.